# Hehua (köpinghuvudort i Kina, Hubei Sheng, lat 31,19, long 111,41)
Hehua (kinesiska: 荷花, 荷花镇) är en köpinghuvudort i Kina. Den ligger i provinsen Hubei, i den centrala delen av landet, omkring 280 kilometer väster om provinshuvudstaden Wuhan. Antalet invånare är 25 250. Befolkningen består av 11 351 kvinnor och 13 899 män. Barn under 15 år utgör 9,0 %, vuxna 15-64 år 78 %, och äldre över 65 år 11,0 %.
Runt Hehua är det ganska tätbefolkat, med 166 invånare per kvadratkilometer. Närmaste större samhälle är Yangping, 14,3 km öster om Hehua. I omgivningarna runt Hehua växer i huvudsak blandskog.
Genomsnittlig årsnederbörd är 1 269 millimeter. Den regnigaste månaden är augusti, med i genomsnitt 242 mm nederbörd, och den torraste är december, med 13 mm nederbörd.